# Zabirkî, Dubno
Zabirkî (în ucraineană Забірки) este un sat în comuna Stovpeț din raionul Dubno, regiunea Rivne, Ucraina.

## Demografie
Componența lingvistică a localității Zabirkî
     Ucraineană (100%)
Conform recensământului din 2001, toată populația localității Zabirkî era vorbitoare de ucraineană (100%).